# Pleurostachys bradei
Pleurostachys bradei là loài thực vật có hoa trong họ Cói. Loài này được Gross miêu tả khoa học đầu tiên năm 1931.